# Salto de Pirapora
Salto de Pirapora is een gemeente in de Braziliaanse deelstaat São Paulo. De gemeente telt 39.616 inwoners (schatting 2009).

## Aangrenzende gemeenten
De gemeente grenst aan Araçoiaba da Serra, Piedade, Pilar do Sul, Sarapuí, Sorocaba en Votorantim.